# Dieter Ladewig
Dieter Ladewig (* 1. November 1953 in Blankenburg (Harz)) ist ein deutscher Maler, Grafiker und Bildhauer.

## Leben
Ladewig absolvierte von 1960 bis 1968 die Polytechnische Oberschule Rübeland, danach bis 1970 die Kinder- und Jugendsportschule in Bad Blankenburg. Schon mit 16 Jahren bewarb er sich um ein Kunststudium. Von 1970 bis 1972 war er Malsaalpraktikant am Theater der Stadt Cottbus (heute Staatstheater Cottbus). Von 1970 bis 1972 machte er ein Abendstudium in Malerei und Grafik an der Außenstelle der Hochschule für Bildende Künste Dresden (HfBK). Er lernte Hans Scheuerecker kennen, mit dem ihn seitdem eine Künstlerfreundschaft verbindet. Gemeinsam mit dem Maler Klaus-Dieter Gerlach und der Schriftstellerin Cordula Gast gründete er in dieser Zeit die Künstlergruppe Steg. Von 1974 bis 1977 studierte Ladewig an der HfBK u. a. bei Günther Petzold (* 1938)  in der Fachrichtung Theatermalerei. Danach war er wieder für zwei Jahre in Cottbus Theatermaler. Stefan Plenkers wurde sein Mentor für die Aufnahme in den Verband Bildender Künstler der DDR, dem Ladewig dann von 1978 bis 1990 angehörte. Durch ihn entstanden enge Kontakte zu dem Kreis um Plenkers mit Rainer Zille, Veit Hofmann, Joachim Böttcher und später Eckardt Schwandt (* 1942).
Seit 1979 arbeitet Ladwig als freischaffender Maler und Grafiker, erst in Schönebeck und seit 1999 in Magdeburg. Dabei hatte er bis 1980 einen Fördervertrag.
Stipendien führten ihn u. a. 1998 ins Künstlerhaus Schloss Wiepersdorf, 1999–2009 stand ihm das Atelier Tessenow Garage Drei in Magdeburg zur freien Verfügung. Studienreisen unternahm er u. a. 2000 nach Paris und 2008 nach Israel.

## Werk
Schon die Arbeiten der ausgehenden 1970er Jahre sind ganz von einem expressiven Gestus bestimmt, der die menschliche Figur als Existenzzeichen setzt. Insbesondere die 1980er Jahre kennzeichnen sehr unterschiedliche künstlerische Experimente. Neben Malereien wie „Tierschädel“ (1979) steht das Arbeiten mit Siebdruck und Radierung, in diesen Techniken entstehen einige selbstverlegte Künstlerbücher und Beiträge zu originalgrafischen Zeitschriften der „anderen Kultur“ in der DDR. Ebenso beschäftigt er sich seit 1980 mit plastischen Arbeiten, was von selbstgegossenen Metallplastiken, über Holz und Sandstein bis zu Objekten aus Sanitärkeramik reicht. Wiederholt nimmt er seit dieser Zeit an Holzbildhauer- und anderen Symposien teil. Eine Erweiterung des Tafelbildes erprobt Ladewig in den frühen 1980er Jahren mit Malereien auf Faltrollos, als deren Entdecker er gilt. In Kombination mit seinen Malereien werden ganze Installationen geschaffen, so etwa „Desastres de la Guerra“ zur Ausstellung „Vorgänge I“ 1984 in Magdeburg. Ende der 1980er Jahre entsteht ein Wandrelief aus eingefärbtem Holz im Rathaus Schönebeck.
Nach 1990 lösen sich in seinen Bildern die gegenständlichen Andeutungen mehr und mehr auf. Was sich zunächst als existentielle Zuspitzung äußert, wie in der Arbeit „Selbstgericht“ (1992), führt allmählich zum sich befreienden gestischen Schwung. Zunehmend sucht der Künstler nach Gewissheit in der Farbe selbst, durch Setzungen und Verläufe entstehen seelische Farbräume: Stimmungsbilder wie „An der Sache“ (2014). Ladewig arbeitet in Öl, Eitempera und jüngst auch mit Acryl.
Arbeiten befinden sich in öffentlichem Besitz, u. a. im Kunstmuseum Kloster Unser Lieben Frauen in Magdeburg, im Kunstmuseum Dieselkraftwerk Cottbus, in der Sächsischen Landesbibliothek Dresden, der Stadtsparkasse Magdeburg, dem Landratsamt Magdeburg, der Öffentliche Versicherungen Sachsen-Anhalt, Magdeburg und der Stadtsparkasse Schönebeck.
Dieter Ladewig beteiligte sich mehrfach an Ausstellungen, u. a. „Intermedia“, Coswig bei Dresden (1985), 1. Internationale Triennale, Hanoi (1987), „Das andere Deutschland außerhalb der Mauer“, Paris, La Villette (1990), „A.B.E.L.“ Magdeburg, Kunstmuseum Kloster Unser Lieben Frauen (1995), „Ikaros – Ost/West 2003“, Erfurt.

## Werke (Auswahl)
- 1979 Tierschädel. Öl auf Leinwand
- 1985 Maskierte. Latex, Gouache auf Papierfaltrollo (Kunstmuseum Dieselkraftwerk Cottbus)
- 1987 Antennenfiguren. Metall
- 1987 festgehaltenes. geschrieben von kelso. gezeichnet von malwig. Siebdruck, Künstlerbuch
- 1991 Törichte Jungfrau. Öl auf Leinwand (Kreismuseum Schönebeck)
- 1998 Ticket. Öl auf Hartfaser
- 2009 Am Fluss. Öl auf Leinwand
- 2013 Limit. Öl auf Leinwand

## Ausstellungen (unvollständig)

### Einzelausstellungen
- 1982 Magdeburg, Club des Kulturbundes
- 1983 Halberstadt, Galerie St. Florian (mit Sabine Linge)
- 1986 Leipzig, Eigen+Art (Faltrollos)
- 1990 Braunschweig, Torhausgalerie
- 1992 Magdeburg, Galerie Himmelreich
- 1995 Hannover, BDK Galerie im Künstlerhaus
- 1996 Magdeburg, MDR-Landesfunkhaus
- 2007 Hildesheim, Galerie im Stammelbachspeicher
- 2013 Hannover, Galerie per-seh
- 2014 Cottbus, Vattenfall

### Teilnahme an zentralen und wichtigen regionalen Ausstellungen in der DDR
- 1979 und 1984: Magdeburg, Bezirkskunstausstellungen
- 1980 und 1984: Frankfurt/Oder, Sport- und Ausstellungszentrum, bzw. Berlin, Neue Berliner Galerie im Alten Museum („Junge Künstler der DDR“)
- 1981: Magdeburg, Kulturhistorisches Museum („Maler stellen aus“)
- 1981: Magdeburg, Klubgalerie („Ikarus“)
- 1986: Magdeburg, Kloster Unser Lieben Frauen („Grafik in den Kämpfen unserer Tage“)
- 1987: Magdeburg, Kloster Unser Lieben Frauen („Handzeichnung und Plastik“)
- 1987/1988: Dresden, X. Kunstausstellung der DDR
- 1989: Berlin und weitere Städte: („100 ausgewählte Grafiken“)